# Лин Ютан
В това китайско име фамилията Лин стои в началото.
Лин Ютан (на китайски: 林語堂; на пинин: Lín Yǔtáng) е китайски писател и преводач.

## Биография
Роден е на 10 октомври 1895 година в Бандзай, провинция Фудзиен, в семейството на християнски свещеник. Получава бакалавърска степен от Университета „Сейнт Джон“ в Шанхай, след което учи известно време в Харвардския университет и защитава докторат по китайска филология в Лайпцигския университет.
След докторантурата преподава в Пекинския университет.
От 1935 година живее главно в Съединените щати, където придобива голяма популярност като популяризатор на китайската култура, работи върху английски преводи на класически китайски текстове и върху голям китайско-английски речник. Той създава и една от първите функционални китайски пишещи машини.
Лин Ютан умира на 26 март 1976 година.